# Війська протиповітряної оборони Азербайджану
Війська протиповітряної оборони Азербайджану ( азерб. Azərbaycan Hava Hücumundan Müdafiə Qoşunları ) - рід військ у складі Військово-повітряних сил Азербайджану .

## Історія
Історія військ Протиповітряної Оборони (ППО) Азербайджану та кавказького регіону розпочалася з утворення зенітно-артилерійських частин та винищувально-авіаційних загонів Бакинської комуни у 1918 році, а також діяльності 11-ї армії, яка операціювала у Закавказзі в 1920-1921 роках. З 1930-х років Баку був охоплений захистом 3-м корпусом ППО, спеціально створеним для цього району.
У березні 1944 року було створено Закавказький фронт ППО на базі Закавказької зони ППО, і його штаб був розташований у місті Тбілісі. Фронт включав Бакинську армію ППО, 2 та 8 окремі бригади ППО та 298 винищувальну авіаційну дивізію ППО. Головним завданням фронту було захист ППО району Баку та нафтопромислів Апшеронського півострова. У травні-жовтні 1942 року, під час активних дій німецьких розвідувальних літаків, бойовий склад фронту включав: 
- 8-й винищувальний авіаційний корпус ППО (6 винищувальних авіаційних полків);
- 7 зенітних артилерійських полків;
- 1 полк зенітних кулеметів;
- 1 прожекторний полк;
- полк аеростатів загородження;
- полк ЗНОС та інші окремі частини.

Після зміни кордонів відповідальності, склад армії структуровано наступним чином: до її складу входило 7 зенітних артилерійських бригад, але з 8-го винищувального авіаційного корпусу ППО було виключено з квітня 1944 року до квітня 1945 року. Головним бойовим завданням цього корпусу було забезпечення захисту від повітряних нападів центру нафтовидобувного району СРСР, зокрема міста Баку та навколишніх промислів, а також захист нафтоперевезень по залізниці в східній частині Закавказзя та по морю в південно-західній частині Каспію.
У червні 1954 року на базі Бакинського району ППО було створено оперативне об'єднання Військ ППО під назвою "Бакинський округ протиповітряної оборони". Це об'єднання мало на меті координацію і підвищення ефективності заходів з протиповітряної оборони в даному регіоні.

## Склад та оснащення
| Зображення | Назва                 | Країна виготовлення | Тип                                            | Кількість          | Примітка |
| Комплекси  | Комплекси             | Комплекси           | Комплекси                                      | Комплекси          | Комплекси |
| ---------- | --------------------- | ------------------- | ---------------------------------------------- | ------------------ | --- |
| </img>     | С-300ПМУ2 «Фаворит»   | Росія               | Зенітна ракетна система середнього радіусу дії | 2 дивізіону 16 ПУ  | Вперше С-300 ППО Азербайджану було показано на військовому параді 26 червня 2011 року у Баку. У 2010 році поставлено 2 дивізіони у 2011 1 дивізіон. Також куплено 112 ракет 48Н6У2/СА-10Е.   |
| </img>     | Барак-8               | Ізраїль             | Зенітна ракетна система                        | 1 дивізіон 9 п. у. | Контракт між Ізраїлем та Азербайджаном було підписано у 2011 році. Також було закуплено 75 ракет до системи Барак-8. А також Spyder                                                          |
| </img>     | С-125-2ТМ «Печора-ТМ» | СРСР Білорусь       | Зенітна ракетна система малого радіусу дії     | до 54 ПУ           | 54 од. модернізовано Білорусією до рівня С-125-ТМ «Печора-2Т» у 2009-2014р. |
| </img>     | Бук-М1-2/ Бук-МБ      | СРСР                | Зенітний ракетний комплекс                     | 18 ПУ              | |
| </img>     | С-200                 | СРСР                | Зенітна ракетна система дальнього радіусу дії  | 4 ПУ               | |
| </img>     | Т38 "Стилет"          | Білорусь            | Зенітний ракетний комплекс                     | 2 батареї          | Начальник відділу компанії «Тетраедр» Ігор Новик у розмові з білоруськими журналістами заявив, що в Азербайджан було поставлено дві батареї «Стилетів», зараз виконується велике замовлення. |
|            | SPYDERSR              | Ізраїль             | Зенітний ракетний комплекс                     | н. буд.            | У 2012 році Азербайджан закупив у Ізраїлю озброєнь на суму в $1,6 млрд, у тому числі і SPYDERSR .                                                                                            |

## Радіолокаційні станції

### Габалінська РЛС
Одним з найбільших і найвідоміших військових об'єктів, який перейшов до Азербайджану після розпаду СРСР, є Габалінська радіолокаційна станція (РЛС), що входила до радянської глобальної системи раннього попередження про ракетний напад. Ця радіолокаційна станція типу «Дарьял» була побудована в період з 1977 по 1987 роки і мала діапазон дії понад 6000 км. Після того, як Азербайджан став незалежною країною, Росія продовжила її використання на умовах оренди за десятирічною угодою, яка була підписана у 2002 році.
Згідно з цією угодою, Габалінська РЛС мала статус інформаційно-аналітичного центру (ІАЦ), при цьому її діяльність не могла спрямовуватися (прямо або опосередковано) проти суверенітету та інтересів безпеки Азербайджану. Кількість персоналу ІАЦ за умовами угоди не перевищувала 1500 осіб. Забезпечення протиповітряного прикриття інформаційно-аналітичного центру покладалось на ППО Азербайджану, при цьому Росія зобов'язалася допомагати у модернізації цього об'єкта.
За оренду станції Росія платила Азербайджану 7 млн. доларів США щорічно. На початку 2011 року були проведені роботи з продовження технічного ресурсу станції, а також розпочалася модернізація її елементів.
В 2012 році закінчився термін оренди, і оскільки сторони не узгодили орендну вартість (Баку вимагав збільшити її до $300 млн на рік), Росія припинила експлуатацію Габалінської РЛС. В 2013 році обладнання було демонтовано та вивезено до Росії, російські військовослужбовці покинули гарнізон, і об'єкт був переданий назад Азербайджану. У 2014 році його було виключено з балансу Збройних сил Азербайджану. .

### EL/M-2080 Green Pine
EL/M-2080 Green Pine є ізраїльською наземною протиракетною системою оборони. Це радар, розроблений компанією Elta, яка є дочірньою компанією Israel Aerospace Industries, спільно фінансується та виробляється зі Сполученими Штатами. Радар Green Pine володіє рядом функцій, таких як пошук, виявлення, відстеження та наведення ракет одночасно, здатний виявляти цілі на відстані до 500 км (310 миль) і відстежувати до 30 цілей, що рухаються зі швидкостями понад 3000 м/с (10000 футів/с).
Радар Green Pine дозволяє точно визначати місце розташування цілі і наводити ракети з високою точністю до 4 метрів. Ефективна випромінювана потужність (ERP) радара дозволяє фокусувати імпульси радіолокаційної енергії на цілі для підвищення точності ураження. Радіолокаційна система включає обертову антену з решіткою ширини 9 метрів і довжиною 3 метри, системи живлення, системи охолодження та центру радіолокаційного контролю.

### PЛC 80К6M
Мобільна РЛС 80К6М призначена для використання у складі військ протиповітряної оборони та зенітно-ракетних підрозділів. Вона забезпечує видачу цілевказівок зенітним ракетним військам. РЛС 80К6M є найсучаснішою розробкою підприємства, яка була успішно запущена у серійне виробництво. В порівнянні з попередньою станцією 80К6, станція 80К6М має значно ширший зону огляду – до 55 градусів, що дозволяє виявляти балістичні цілі. Індикаторна дальність РЛС 80К6M становить 400 км. Крім того, вона має у п'ять разів менший час готовності при переході з маршу (час розгортання) – всього 6 хвилин і може бути розміщена лише на одній транспортній одиниці, зробленій на шасі підвищеної прохідності. 26 червня 2013 року на військовому параді в Баку була представлена мобільна трикоординатна станція радіолокації кругового огляду РЛС 80К6M. Вона пройшла в єдиному порядку з системою протиповітряної оборони типу "Буки-МБ", які в свою чергу були поставлені з Білорусії, де пройшли модернізацію за участю українських фахівців.

### ELM-2288 AD-STAR та ELM-2106NG.
Aerospace Industries Азербайджану наразі має в своєму арсеналі два радари: ELM-2288 AD-STAR та ELM-2106NG, які можуть застосовуватися як для цивільних, так і для військових потреб, зазначають військові експерти. За інформацією відповідних військових представників Ізраїлю та Азербайджану, ці радари володіють високою точністю виявлення об'єктів на відстані до 480 км. Радар ELM-2106NG спеціалізується на виявленні військових літаків, вертольотів і безпілотних апаратів, що знаходяться на низьких висотах, на відстані до 90 км 

## Міжнародна співпраця
У 2006 році було оголошено про плани США щодо модернізації однієї радіолокаційної станції біля іранського кордону в Леріку та іншій неподалік кордону з Грузією в Агстафі. Спільна робота також розпочалася на двох радіолокаційних станціях на російсько-азербайджанському та ірано-азербайджанському кордонах для моніторингу акваторії Каспійського моря.  